# Баршаускас, Витаутас Казимирович
Вита́утас Казими́рович Барша́ускас (лит. Vytautas Baršauskas, 1 января 1930, Каунас — 5 декабря 1980, Клайпеда) — литовский шахматист, мастер спорта СССР (1959).

## Биография
Родился в семье литовского физика и ректора Каунасского политехнического института Казимира Баршаускаса (1904—1964). Окончил среднюю школу в Каунасе, потом учился экономике и журналистике в Вильнюсском университете. В 1947 году впервые принял участие в финале чемпионата Литвы по шахматам. Позднее ещё 10 раз играл в этом турнире. Высшее достижение — 3 место в 1956 году. В 1955 году на командном чемпионате СССР по шахматам в городе Ворошиловграде в составе сборной Литвы занял 3-е место на 6-е доске. В 1959 году присвоено звание мастера спорта СССР по шахматам. В 1962 году переехал в Клайпеду, где до конца жизни работал шахматным тренером в местной детско-юношеской спортивной школе. В 1963 и 1974 годах стал чемпионом города Клайпеды по шахматам. Умер после тяжёлой болезни, похоронен на семейном кладбище в Каунасе.

## Литератора
- Баршаускас, Витаутас Казимирович // Шахматный словарь / гл. ред. Л. Я. Абрамов; сост. Г. М. Гейлер. — М.: Физкультура и спорт, 1964. — С. 193. — 120 000 экз.